# Wilsoniella blindioides
Wilsoniella blindioides là một loài rêu trong họ Ditrichaceae. Loài này được Broth. Sainsbury mô tả khoa học đầu tiên năm 1952.